# Louis-Charles Ruotte
Louis-Charles Ruotte (Paris, 1754 - Londres, 1806 [?]) est un graveur et illustrateur français.

## Biographie
Louis-Charles Ruotte se forme à l'art de la gravure auprès de Noël Le Mire. Il part ensuite pour Londres et apprend la technique du pointillé auprès de Francesco Bartolozzi ; il réside dans Oxford Street, vers 1781. Il se marie en 1782, toujours à Londres, puis revient à Paris en 1785 où naît son fils, également prénommé Louis-Charles.
Ruotte expose au Salon de Paris en 1793, 1795 et 1796. Son adresse mentionnée est la « rue du Mont-Blanc, au coin de celle neuve des Maturins ». Les travaux qu'il expose sont des gravures représentant des scènes de genre d'après Monsiau, Fragonard, Lethière, Van Gorp, Boizot, Le Barbier, Vallin. Il réside plus tard rue Saint-Lazare (1797).
Selon Beraldi,, les productions de Ruotte sont fort nombreuses et parfois d'inégale qualité. On compte des portraits, des allégories, des caricatures, des scènes de genre, des vignettes. Il a illustré une édition de Paul et Virginie d'après Moreau le Jeune. Il fut également à la fin des années 1780, un collaborateur de Pierre Alexandre Tardieu.
Son fils devient lui aussi graveur sous sa direction, et signe « Ruotte fils » : très précoce, il grava dès l'âge de douze ans. Les deux œuvres sont parfois confondues.

Œuvres de Ruotte
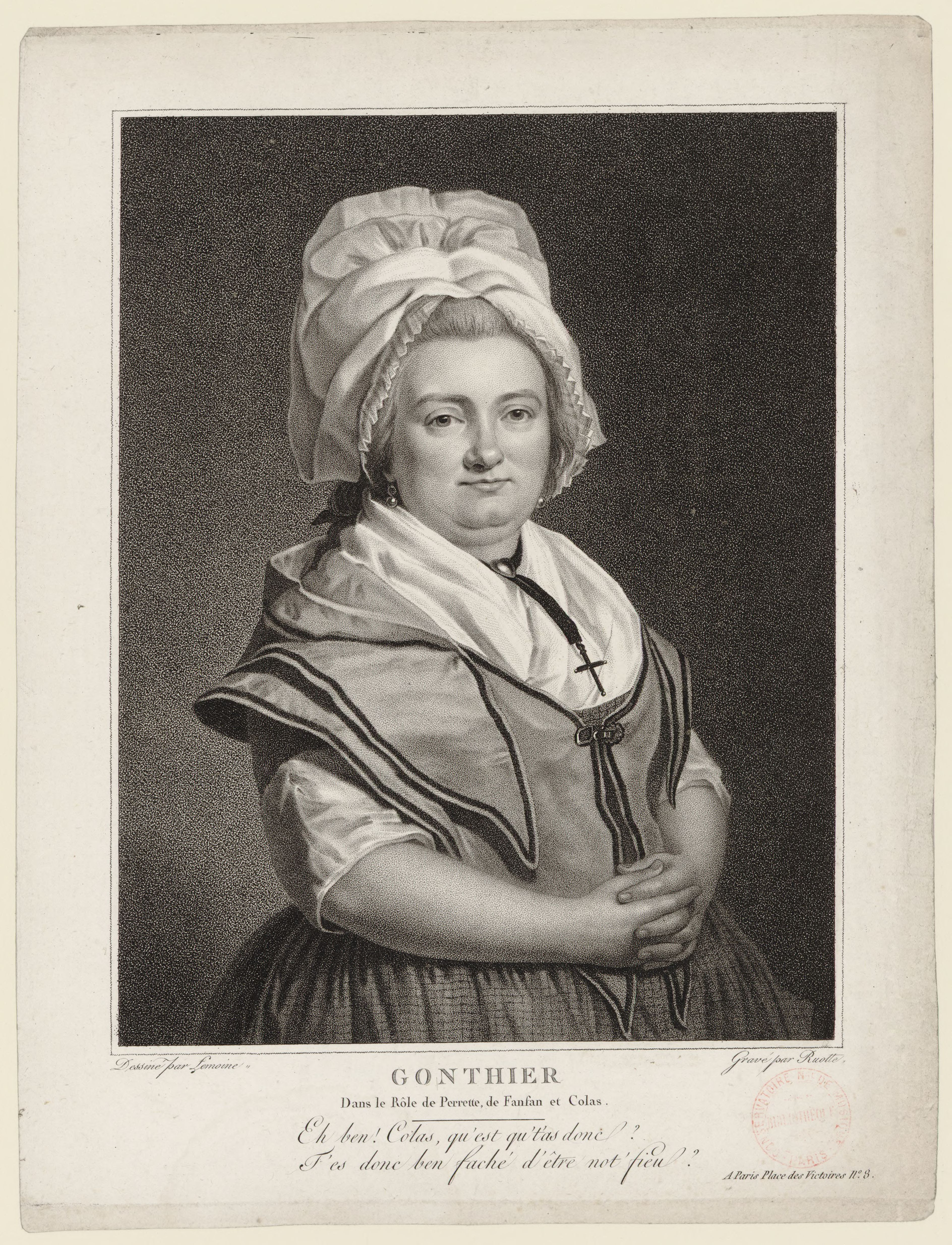
Madame Gonthier (c. 1784), gravure d'après Lemoine
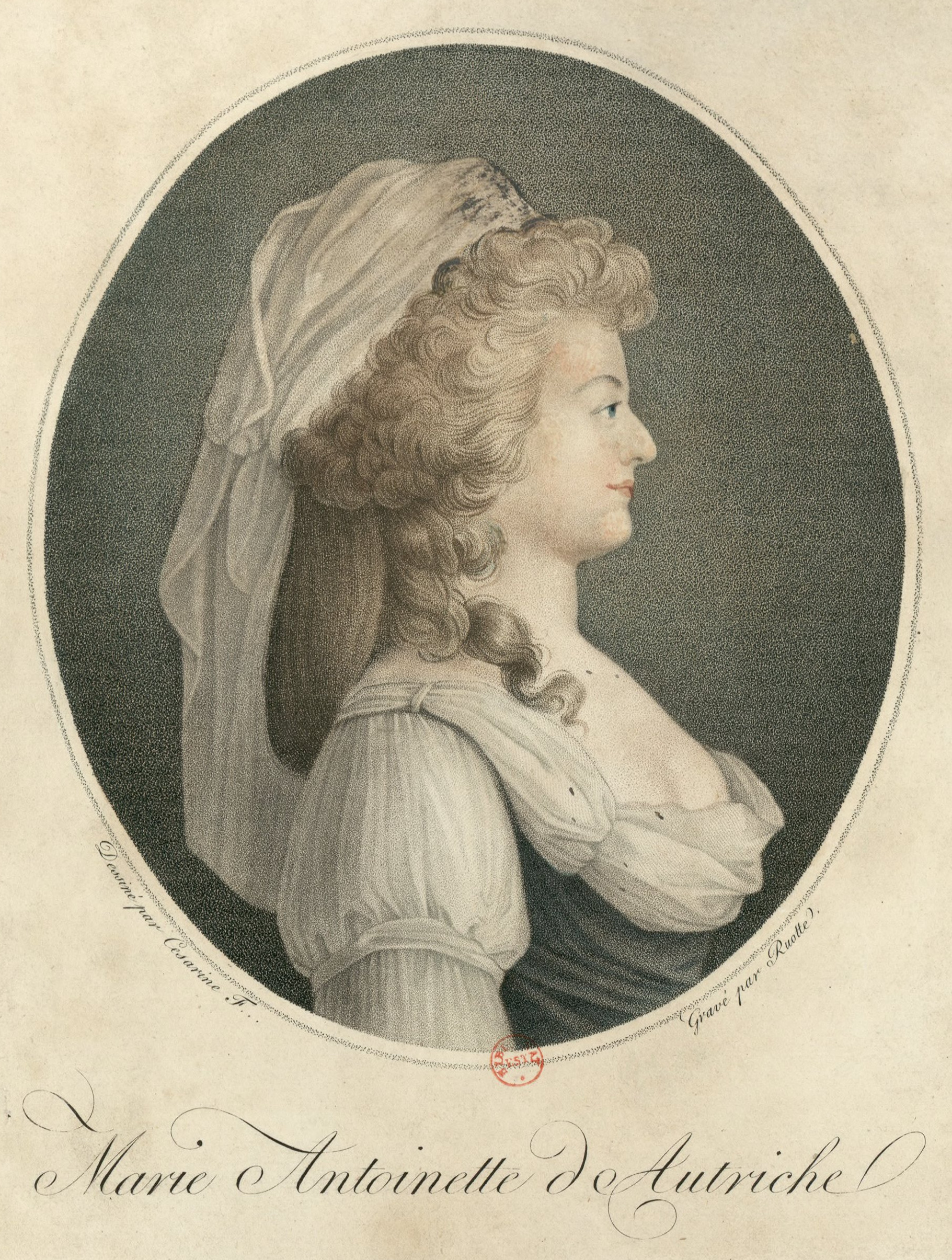
Portrait de Marie-Antoinette d'Autriche dit « en bergère »[6] (1791), gravure rehaussée d'après Césarine Franck
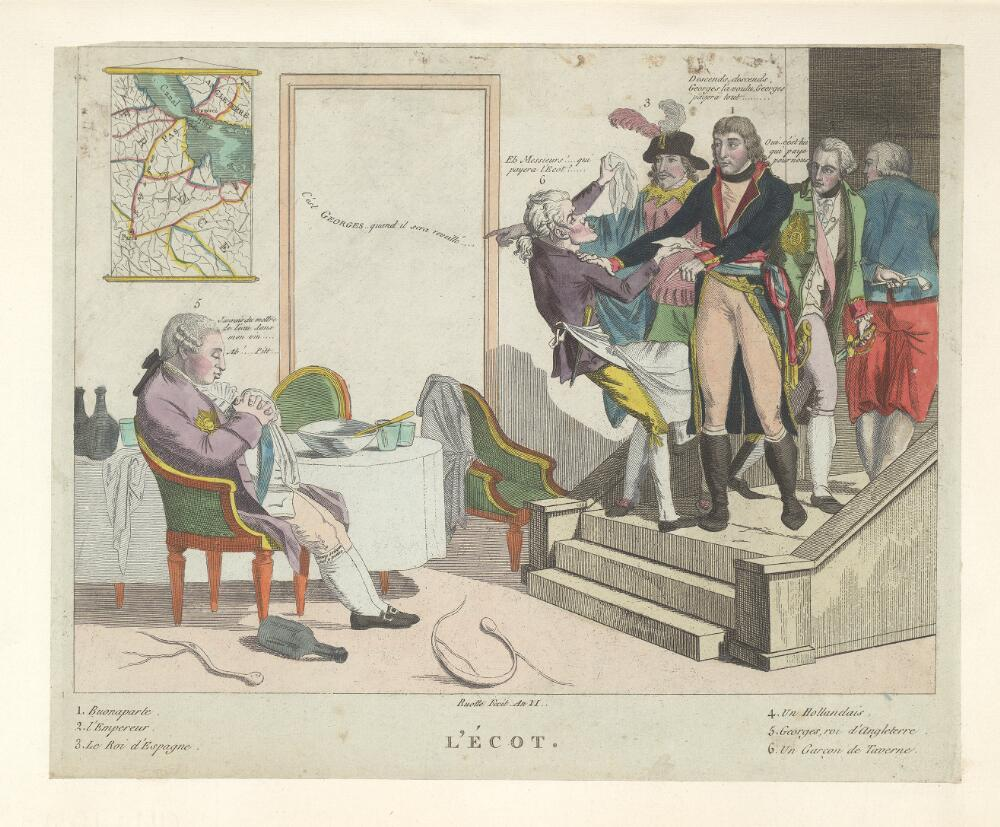
L'Écot (1797), caricature originale gravée, rehaussée (Bodleian Libraries)